# Adam et Eve
Adam et Eve is een Franse online erotiekwinkel die gespecialiseerd is in lingerie, seksspeeltjes en andere producten voor volwassenen.

## Geschiedenis
Adam et Eve, opgericht in 1995, is het Franse merk van de Beate Uhse Group, opgericht in 1946 in Duitsland door oprichtster Beate Uhse.
In 2020 werd het bedrijf overgenomen door EDC Retail als onderdeel van de Nederlandse EQOM Group sinds 2021, die ook EasyToys, Amorelie, Kondomeriet en Nytelse bezit.